# Хлебороб (Калачеевский район)
Хлебороб — хутор в Калачеевском районе Воронежской области, в котором нет постоянного населения, его занимают в летнее время дачники.
Входит в состав Калачеевского сельского поселения.

## География

### Улицы[3]
- ул. Вишневая,
- ул. Дачная.